# Pedra da Macela
A Pedra da Macela é uma montanha brasileira situada na Serra do Mar, exatamente na divisa entre os estados de São Paulo e Rio de Janeiro.
Localizada em um trecho da Serra do Mar conhecido como Serra da Bocaina, a Pedra da Macela apresenta altitude de 1840 metros, sendo considerada como o ponto de maior elevação da região. O seu pico está localizado no ponto limítrofe entre os municípios de Cunha, São Paulo e Paraty, Rio de Janeiro.  O acesso para a trilha que leva a seu cume se encontra na cidade de Cunha, às margens da antiga Estrada Real (km 65 da rodovia SP-171). O local está em reformas de infraestrutura para o turismo. Possui duas áreas demarcadas para camping e uma torneira com água. Alguns banheiros secos já estão em construção e em breve poderão ser utilizados pelos turistas.
Próximo ao topo desta montanha há uma instalação pertencente a companhia energética Furnas, com diversas antenas de retransmissão de ondas de radiofrequência,  as quais realizam a comunicação com as usinas nucleares de Angra dos Reis. Por tratar-se de propriedade privada, o acesso do turista é vetado nas áreas pertencentes a esta empresa.

## Etimologia
O nome da Pedra da Macela originou-se do fato de existirem diversos arbustos de macelas silvestres em suas encostas. O florescimento destas plantas ocorre entre os meses de março e maio, chamando a atenção devido a suave coloração amarelada que toma conta das bordas da trilha que leva ao topo da montanha.

## Subida até o cume
Para chegar ao cume, após sair no km 65 da rodovia SP-171, deve-se seguir por 5 quilômetros por uma estrada de cascalho até chegar à base da montanha. A partir desse ponto inicia-se uma caminhada relativamente curta (cerca de dois quilometros) por uma trilha pavimentada com concreto. Para completar esta caminhada se leva cerca de uma hora. A elevada inclinação do terreno faz com que o caminhante deva ter um bom nível de preparo físico para alcançar o topo.
Em dias de tempo limpo, olhando para o leste a partir do ponto mais alto dessa montanha, é possível ver a cidade de Paraty, o mar e litoral pertencente ao setor fluminense da Costa Verde, parte da Ilha Grande e a Usina Nuclear de Angra dos Reis. Na direção noroeste também é possível ver alguns cumes da Serra da Mantiqueira, dentre os quais se destaca o Pico dos Marins.

## Voo Livre
Em alguns períodos do ano o pico pode ser utilizado por praticantes de voos de asa delta e parapente. Os saltos ocorrem a partir de uma rampa natural existente um pouco abaixo do cume. O pouso normalmente ocorre às margens da rodovia Rio-Santos em uma área situada a 9 quilômetros em linha reta da rampa. Devido ao fluxo dos ventos predominantes no local, o melhor período para realizar estes saltos de voo livre ocorre entre os meses de maio a agosto.